# 阿蒂恩萨
阿蒂恩萨，是西班牙卡斯蒂利亚-拉曼恰瓜达拉哈拉省的一个市镇。总面积104平方公里，总人口474人（2001年），人口密度5人/平方公里。